# ニシブッポウソウ

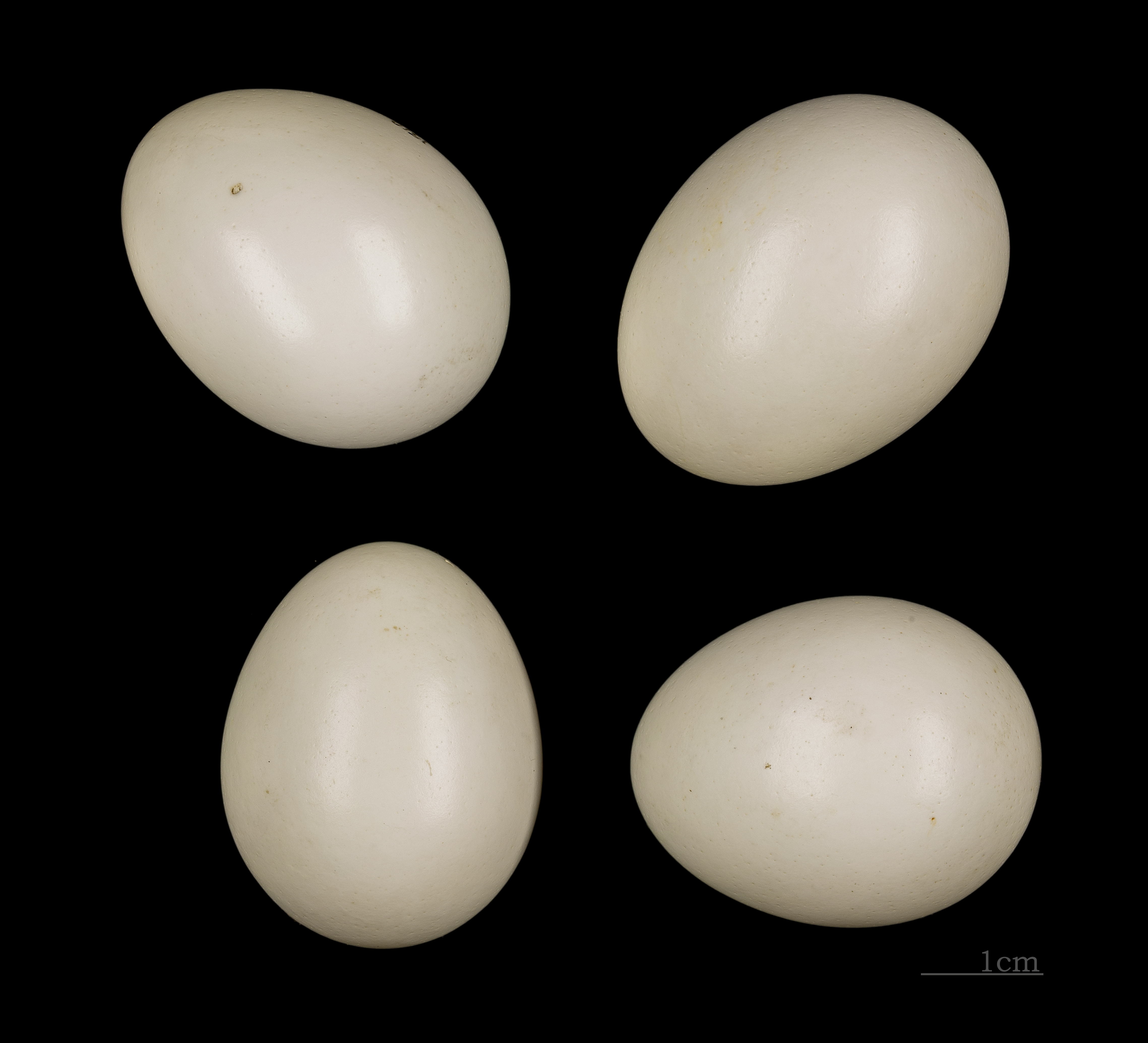
卵

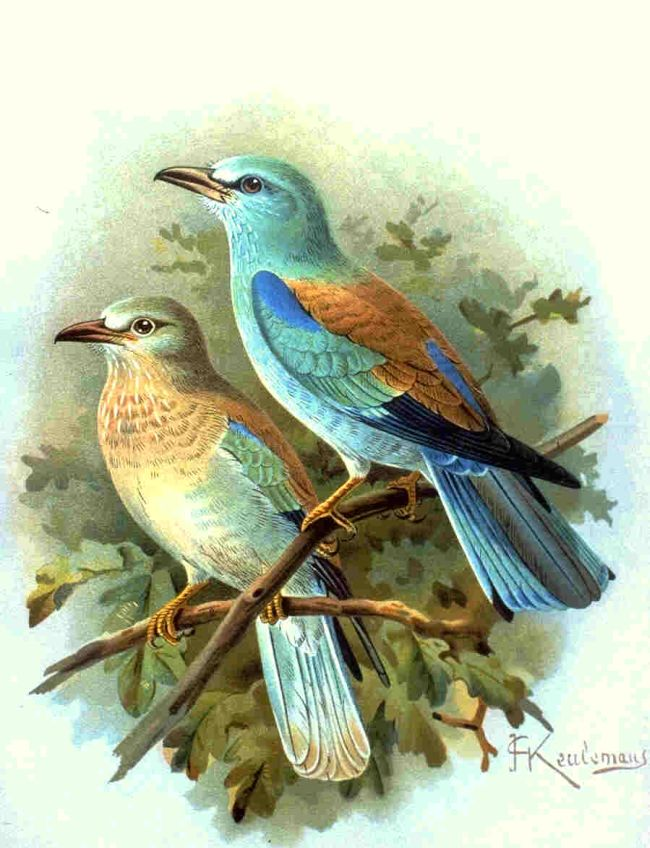
イラスト

ニシブッポウソウ (Coracias garrulus)は、ブッポウソウ目ブッポウソウ科に分類される鳥類。

## 分布
旧北区

## 形態
全長約31センチメートル。羽衣は青色で、背と翼の一部が栗色である。頭が大きく、頸が長い。